# Dave Sim
Dave Sim (17 de maio de 1956) é um autor e desenhista de histórias em quadrinhos canadense, conhecido por seu trabalho na série Cerebus, uma paródia ao gênero a Conan e outras obras de espada e feitiçaria. Sim foi indicado ao Eisner Award de "Melhor Escritor" por seu trabalho na série em 1991, 1992, 1993 e 1994. A série seria indicada à categoria de "Melhor Série" nesses mesmos anos, e Sim ainda seria indicado às categorias de "Melhor Letrista" em 1993, 1994 e 1995; "Melhor Capista" em 1993 e 1994; "Melhor Conjunto de Escritor e Desenhista", ao lado de Gerhard, em 1992, 1993 e 1994. O arco de história publicado entre Cerebus #154 e #165, Mothers and Daughters, foi indicadao ao Eisner Award de "Melhor História" em 1993. Cerebus:Flight, reunindo o início da história, ganharia o Eisner Award de "Melhor Graphic Novel" no ano seguinte.